# David Brody (Historiker)
David Brody (* 5. Juni 1930 in Elizabeth, New Jersey) ist ein US-amerikanischer Historiker und neben David Montgomery und Herbert Gutman Begründer der new labor history in den USA, die einen Schwerpunkt in Kultur- und Sozialgeschichte der Arbeiter hat. 
Brodys Eltern Ira und Barnet Brody waren Einwanderer, die zur Arbeiterklasse gehörten, und Brody wuchs in einem Arbeiterviertel auf und musste seinen Schulbesuch und Studium mit Nebenjobs finanzieren, auch mit Fabrikarbeit. Er studierte Geschichte an der Harvard University mit dem Bachelor-Abschluss 1952, dem Master-Abschluss 1953 und der Promotion (Ph.D.) 1958.  Seine Dissertation über die Stahlarbeiter in den USA im 19. Jahrhundert vor und in der Anfangsphase der Organisation in Gewerkschaften begründete seinen Ruf. Sie wurde 1960 als Buch veröffentlicht (The Steelworkers in America: The Nonunion Era). Dass er sich der Arbeitergeschichte zuwandte war nach seinen eigenen Worten aber eher Zufall (bei Beginn seiner Dissertation beabsichtigte er eigentlich über den Ersten Weltkrieg und seinen Einfluss auf die öffentliche Meinung zu arbeiten. Die nach dem Krieg damals in den USA neue Sozialgeschichtsforschung bot aber eine ganze Reihe interessanter, noch unbearbeiter Probleme. 1958/59 lehrte er an der Northeastern University, 1959 bis 1961 an der Harvard University, 1961 bis 1965 an der Columbia University und 1965 bis 1967 an der Ohio State University. Er ist seit 1967 Professor an der University of California, Davis, an der er 1993 emeritiert wurde. Außerdem ist er mit dem Institute for Research on Labor and Employment (IRLE) der University of California, Berkeley, verbunden. 
Brody war Gastprofessor an der University of Warwick, der Lomonossow-Universität und der University of Sydney.
Er ist Mitglied der Society of American Historians und der American Historical Association, deren Unterorganisation an der Pazifikküste er 1991/92 vorstand. 1976 bis 1979 war er im Rat der Organization of American Historians.
1978 war er Senior Fellow der National Endowment for the Humanities, 1975 Fulbright Lecturer und 1983 Guggenheim Fellow. 2008 erhielt er den Sol Stetin Award for Labor History der Sidney Hillman Foundation einen Distinguished Service to Labor and Working-Class History Award der Labor and Working-Class History Association. 
Er ist Mitglied der National Writers Union.

## Schriften
- The American Labor Movement, University Press of America, 1985 (Reprint)
- The Butcher Workmen: A Study of Unionization, Harvard University Press, 1964.
- Essays on the Age of Enterprise: 1870–1900, Ft. Worth: Dryden Press, 1974.
- In Labor’s Cause: Main Themes on the History of the American Worke, New York: Oxford University Press USA, 1993
- Labor Embattled: History, Power, Rights, University of Illinois Press, 2005.
- Labor in Crisis: The Steel Strike of 1919, University of Illinois Press, 1987
- Steelworkers in America: The Nonunion Era, 1960, University of Illinois Press, 1998.
- Workers in Industrial America: Essays on the Twentieth-Century Struggle, 2. Auflage, Oxford University Press USA, 1993.
- The Old Labor History and the New: In Search of an American Working Class, Labor History, Band 20,1979, S. 111–126